# Грабець Омелян Петрович
Омеля́н Петрович Грабе́ць (псевдо «Батько»; 1 серпня 1911, с. Нове Село, Холмщина — 10 червня 1944, с. Микулинці, Літинський район, Вінницька область) — український військовик, діяч «Пласту», ОУН. Полковник УПА, член Головного військового штабу ОУН, учасник похідних груп ОУН 1941 року, обласний провідник ОУН Рівненщини (1941—1942), Кам'янець-Подільщини (1942—1943), провідник Центральної округи ОУН на східноукраїнських землях (СУЗ) (1943—1944), організатор та командир ВО «Вінниця» групи УПА-Південь у Вінницькій та Хмельницькій областях (літо 1943 — 10.06.1944).

## Життєпис

В часі навчання

Народився у Новому Селі на Чесанівщині (зараз с. Нове Село Любачівського повіту) на галицько-холмському прикордонні в тогочасній Австро-Угорській імперії. Батько Омеляна, Петро Грабець, був середньозаможним господарем. Мати, Катерина (до шлюбу Лашин), походила з села Гораєць. Омелян належав до найздібніших із п'ятьох дітей Петра Грабця. Тому батько за настирливою намовою вчителя в Новому Селі Івана Тогана наважився послати свого сина в українську гімназію в Перемишлі.

Омелян Грабець

Вже на гімназійній лаві Омелян, або як популярно його звали Мілько, брав активну участь у таємних гуртках молоді. Належав до юнацтва УВО, яке ідеї українського націоналізму прищепило молодшому поколінню його рідного села.
Член Пласту у Празі та Галичині. Омелян Грабець долучається до Української Військової Організації, згодом стає членом ОУН. Деякий час навчається в столиці Чехії, Празі, у політехніці. Навчався в Перемишльській Українській чоловічій гімназії.
За націоналістичну діяльність 1935 року потрапляє до польського концентраційного табору Береза Картузька (1935—1936).
У 1938-39 — організатор і технічний виконавець відомих демонстрацій українського населення, спрямованих проти польського окупаційного режиму.
1939-го заарештований польською поліцією. У вересні 1939 був звільнений з ув'язнення і повернувся на Холмщину. З приходом більшовиків на землі Чесанівщини в жовтні 1939 Омелян Грабець перебуває в господарстві свого батька.
У 1939-41 — керівник підпільного зв'язку Проводу ОУН з осередками організації на українських землях.
Був одружений із Галиною Грабець.

## Військова кар'єра
З вибухом війни 1941 року Омелян Грабець стає учасником похідних груп ОУН як керівник групи. Займає відповідальні пости в ОУН: з 1941 — член Головного Військового Штабу ОУН, командир Головного військового осередку, Провідник Генеральної Округи ОУН на Східноукраїнських землях. За дорученням проводу був комендантом Рівного, виконував функції провідника ОУН Рівненщини (1941—1942), де успішно влаштовував втечу із концтаборів радянських військовополонених. Через загрозу арешту німецьким гестапо змушений піти у підпілля. Бездоганне володіння німецькою мовою допомагає Грабцю виходити зі скрутних ситуацій. Зібрав добре вишколений і озброєний загін і воював з німцями на Вінниччині.
Влітку 1943 Омелянові Грабцю присвоєно звання полковник, він призначений командиром групи УПА-Південь, його заступником став командир під псевдо «Антон». З тих пір Грабець організовував відділи УПА-Південь у Хмельницькій та Вінницькій областях. Групу УПА-Південь створено одразу після групи «УПА-Північ». Тереном дій групи «УПА-Південь» стали Кам'янець-Подільська, Хмельницька, Вінницька, Житомирська, частина Київської областей. Зазначений терен групи поділявся на 3 воєнні округи — ВО «Холодний Яр» (р-н Кам'янця-Подільського), де діяли курені Саблюка і Довбуша; ВО «Умань» (р-н Житомира, західна частина Черкаської області) командир — «Остап», курені Довбенка, Бувалого, Шума; ВО «Вінниця» (р-н Вінниці), командир «Ясень», на теренах Вінниччини діяли курені Сторчака, Мамая і Буревія. Загалом же чисельність вояків УПА на Вінниччині, за оцінками різних дослідників, складала понад 6 тисяч бійців.
У 1943 році під керівництвом Грабця на Вінниччині організовано районну конференцію ОУН, на яку несподівано наскочили німці – «Батька» поранили в бою. Згодом ОУНівці здійснили напад на Літинську в'язницю (акція «Спокій»), де перебували люди, арештовані за зв'язок з ОУН, зокрема, знищено ката в'язнів і начальника тюрми, звільнено в'язнів.
Успішною були акція звільнення військовополонених із табору в Калинівському районі (6 км від с. Якушинці) поблизу ставки Гітлера (полонених використовували на будівництві ставки), роззброєння охорони табору, а також засідка на німців під Якушинцями недалеко від Вінниці, і як наслідок, – розгром німецької автоколони, здобуття зброї і боєприпасів. Крім того, партизани-націоналісти вчинили напад на німецьку майстерню у Вінниці, що лагодила зброю, яка надходила з фронту: здобуто кріси, два ящики із розібраними станковими кулеметами, одяг та взуття для повстанців. Загін, який очолював «Батько» безпосередньо, налічував 500 вояків. У листопаді 1943 р. повстанці здійснили рейд у Молдову через Браїлів, Шаргород, Томашпіль, Ямпіль для здобуття зброї і харчів, по дорозі зводили успішні бої із румунами і молдаванами, зокрема, під Сороками. Під Новий рік 1944 рік загін Грабця рейдує на Західну Україну, зводячи бої під Деражнею і Підволочиськом.
Свій останній бій повстанський командир провів з енкаведистами 10 червня 1944 року. Над річкою Згар на острівці був штабний бункер УПА. Після донесення сексота Зайцева загін Омеляна Грабця оточили. Грабець наказав пробиватися з оточення, сам залишився прикривати відступ. Даючи змогу друзям відійти, поливав більшовиків скорострільним вогнем до останнього набою. Вирватись вдалося лише кільком бійцям, решта загинули. Загинув у бою з об'єднаними 189-м, 203-м, 209-м каральними батальйонами НКВС поблизу с. Микулинці Літинського району, що на Вінниччині 10 червня 1944 року.
У тому бою, за повідомленням НКВС, було вбито 14 повстанців, двох взято в полон. Про деталі бою історики дізналися від місцевого селянина лише в 1990 –х. За його свідченнями, енкаведисти глумилися над мертвим тілом Омеляна Грабця, а потім кинули його на купу гною. Опісля вони перевезли його в Літин. Там тіло українського мученика таємно закопали в землю в невідомому місці. Місце поховання командира повстанців Вінниччини Омеляна Грабця досі не встановлено..
Побратимам по зброї полковник «Батько» запам'ятався високим, струнким, кучерявим брюнетом з гарними вусами, з проникливим поглядом усміхнених очей, завжди акуратний, в добре припасованому старшинському однострої. На грудях незмінний автомат ППШ, парабелум і гранати-«лимонки» на офіцерському поясі..

## Вшанування пам'яті
- 10 червня 2010 року члени та прихильники Вінницької міської організації ВО «Свобода» та молодіжної громадської організації «Сокіл» у селі Микулинці, Літинського району на Вінниччині відкрили меморіальну плиту на символічній могилі «Батька».
- 2015 року в місті Вінниця з'явилися вулиця Омеляна Грабця, провулок 1-й Омеляна Грабця, провулок 2-й Омеляна Грабця.
- 2016 року у Літині відкрито меморіальну дошку Омелянові Грабцю.
- У Літині з'явилися вулиця Омеляна Грабця.
- У багатьох містах України є Вулиця Героїв УПА, до яких належить і Омелян Грабець.
- У місті Ладижин вулицю Кутузова перейменували на вулицю Омеляна Грабця.